# Episodi di Tutti amano Raymond (ottava stagione)
L'ottava stagione della serie televisiva Tutti amano Raymond è stata trasmessa in prima visione negli Stati Uniti d'America da CBS dal 22 settembre 2003 al 24 maggio 2004.
In italiano la serie è stata trasmessa nella Svizzera Italiana da TSI 1 dal 18 gennaio al 17 febbraio 2005 e in Italia da Canale 5 dal 18 ottobre al 30 dicembre 2007.
| nº | Titolo originale       | Titolo italiano               | Prima TV USA      | Prima TV in italiano |
| -- | ---------------------- | ----------------------------- | ----------------- | -------------------- |
| 1  | Fun with Debra         | Divertirsi insieme            | 22 settembre 2003 | 18 gennaio 2005      |
| 2  | Thank You Notes        | Bigliettini di ringraziamento | 29 settembre 2003 | 19 gennaio 2005      |
| 3  | Home From School       | A casa con papà               | 6 ottobre 2003    | 20 gennaio 2005      |
| 4  | Misery Loves Company   | Tra moglie e marito           | 13 ottobre 2003   | 21 gennaio 2005      |
| 5  | The Contractor         | La cucina nuova               | 20 ottobre 2003   | 24 gennaio 2005      |
| 6  | Peter on the Couch     | Peter senza casa              | 3 novembre 2003   | 25 gennaio 2005      |
| 7  | Liars                  | Bugie                         | 10 novembre 2003  | 26 gennaio 2005      |
| 8  | The Surprise Party     | Festa a sorpresa              | 17 novembre 2003  | 27 gennaio 2005      |
| 9  | The Bird               | L'uccellino                   | 24 novembre 2003  | 28 gennaio 2005      |
| 10 | Jazz Records           | La collezione di dischi       | 15 dicembre 2003  | 31 gennaio 2005      |
| 11 | Debra at the Lodge     | Nuovi soci cercasi            | 5 gennaio 2004    | 1º febbraio 2005     |
| 12 | Slave                  | La scommessa                  | 12 gennaio 2004   | 2 febbraio 2005      |
| 13 | Whose Side Are You On? | Nuove responsabilità          | 2 febbraio 2004   | 3 febbraio 2005      |
| 14 | Lateness               | La tripla "S"                 | 9 febbraio 2004   | 4 febbraio 2005      |
| 15 | Party Dress            | L'abito costoso               | 16 febbraio 2004  | 7 febbraio 2005      |
| 16 | Security               | Sonni tranquilli              | 23 febbraio 2004  | 8 febbraio 2005      |
| 17 | The Ingrate            | Laurea ad honorem             | 1º marzo 2004     | 9 febbraio 2005      |
| 18 | Crazy Chin             | Robert e il cibo              | 22 marzo 2004     | 10 febbraio 2005     |
| 19 | The Nice Talk          | La chiacchierata              | 19 aprile 2004    | 11 febbraio 2005     |
| 20 | Blabbermouths          | Confidenze indiscrete         | 3 maggio 2004     | 14 febbraio 2005     |
| 21 | The Model              | Il modello truffato           | 10 maggio 2004    | 15 febbraio 2005     |
| 22 | The Mentor             | Il mentore                    | 17 maggio 2004    | 16 febbraio 2005     |
| 23 | Golf For It            | Ereditare Marie               | 24 maggio 2004    | 17 febbraio 2005     |